# Pitivi
Pitivi（曾拼写为PiTiVi），是建基於GStreamer的影片編輯軟件，本軟件使用GNU通用公共許可證發佈，功能包括：
- 截取及編碼GStreamer框架所支持的檔案格式
- 修剪影片片段
- 修剪和強化音訊
- 渲染GStreamer框架所支持的檔案

自2008年12月起，由於開發的資金增多及開發速度加快，不久的未來會更多的功能。
任何Pitivi組件可以通過Python寫的插件擴展，而多媒體的輸入跟輸出是使用GStreamer框架的，Pitivi在處理非線性編輯處理時，使用GNonLin編輯插件。

## 資助
部分Pitivi的開發者收到Google的Summer of Code活動的津貼；與此同時，全職的GStreamer開發者，Edward Hervey，也幫忙本軟件的核心工程工作。
在2008年，Collabora多媒體 宣佈了正式資助兩名Pitivi的開發者，Brandon Lewis （同時收到Google 的 Summer of Code 活動的津貼）及Alessandro Decina。
Pitivi還有為數不少的義務開發者參加了Pitivi的開發。

## 外部連結
- Pitivi Wiki
- SourceForge: Pitivi
- Collabora funds development of open source video editor PiTiVi